# Étienne Onimus
Étienne Onimus, né le 1er janvier 1907, à Mulhouse dans l'Empire allemand (aujourd'hui en France) et décédé le 3 janvier 1982, à Mulhouse, est un ancien joueur français de basket-ball.

## Palmarès
- Champion de France 1928, 1929, 1932, 1935, 1937